# Schweigen (Roman)

Fumi-e

Schweigen (japanisch 沈黙, Chinmoku) ist der Titel eines Buches des japanischen Schriftstellers Shūsaku Endō aus dem Jahr 1966.
Auf Deutsch erschien das Buch, übersetzt von Ruth Linhart, im Jahr 1977 und dann – von ihr durchgesehen – 2015. Die deutsche Ausgabe des Buches enthält neben Endōs Text ein Vorwort des Regisseurs Martin Scorsese, ein Postscriptum Endōs, ein ausführliches Nachwort von William Johnston (Sophia-Universität) und Anmerkungen der Übersetzerin.
Endōs Roman diente als Vorlage für Scorseses Film Silence aus dem Jahr 2016 und für die Oper Chinmoku von Matsumura Teizō.
Für das Werk erhielt Endō 1966 den Tanizaki-Jun’ichirō-Preis.

## Handlung

### Prolog
Die Kirche in Rom erhielt die Nachricht, dass Cristóvão Ferreira, der Leiter der Mission in Japan, vom Glauben abgefallen sei. Man wusste in Rom von der Christenverfolgung, von den Folterungen und wusste, wie standhaft die Christen dies ertrugen, eben ohne abzuschwören. Aber was war mit Ferreira? Um das herauszufinden machen sich 1638 in Portugal drei ehemalige Schüler Ferreiras, die jungen Jesuiten Rodrigues, Francisco Garpe und João de Santa Maria auf den Weg nach Japan. 

### Die Briefe des Rodrigues an Rom I bis IV
In Macao wird den Drei zunächst von Valignano die Weiterreise verweigert, da die 1638 von der japanischen Regierung verfügte Landesabschließung einen legalen Zugang unmöglich macht. Schließlich gibt Valignano dann doch die Erlaubnis zur Weiterreise. Mit Hilfe eines verstoßenen japanischen Konvertiten namens Kichijirō, der ihnen ein Schiff nach Japan besorgt, bereiten die Drei sich auf die Weiterfahrt vor. Während der Vorbereitungen stirbt der von der Reise geschwächte João de Santa Maria.
Rodrigues und Garpe, begleitet von Kichijirō, der auf Befragen Carpes sagt, er sei kein Christ, segeln weiter nach Japan. Sie erreichen die Küste und alle drei schwimmen nachts an einem einsamen Küstenstreifen ans Land. Kichijirō holt Hilfe von den Einheimischen und besorgt Kleider. Auf ihrem Weg an der Küste entlang kommen die beiden Priester zu einem Dorf, wo sie von einer im Untergrund lebenden christlichen Gemeinde empfangen werden. Ohne Priester kann dort nur das Sakrament der Taufe weitergegeben werden. Die Missionare erfahren, dass in Japan Inquisitoren auf Christen ein Kopfgeld ausgesetzt haben. Die Dorfbewohner verstecken die beiden in einer Hütte.
Die beiden wandern weiter, die Regenzeit beginnt. Sie kommen durch Dörfer, fragen nach Ferreira, aber erfahren nur, dass er 1633 sich in Nagasaki aufgehalten habe. Sie treffen auf Bauern, die Kichijirō kennen und sagen, er sei Christ. Rodrigues besucht die Heimat Kichijirōs, den er dort trifft. Rodrigues kehrt zurück, vereinigt sich wieder mit Garpe. Sie müssen vor kontrollierenden Regierungsbeamten fliehen.
Kichijirō gibt im Dorf an, dass er der Große ist, der die Patres beschützt, betrinkt sich manchmal. Die Bauern in der Gegend leiden sehr unter den Abgaben, die die Samurai ihnen abfordern. Die Beamten kommen zurück und drohen, Christen ausfindig zu machen. Sie kommen nach ein paar Tagen wieder und nehmen den weinenden Kichijirō sowie zwei weitere Männer als Geisel mit. Die drei werden verhört, werden damit getestet, ob sie bereit sind, auf eine Metallplatte mit dem Christusbild zu treten, eine Prozedur, die als „Fumi-e“ („Auf das Bild treten“) in die Geschichte eingegangen ist. Die drei tun es, Kichijirō lässt man laufen, aber die beiden Bauern werden trotzdem an Pfähle am Meer gebunden, an denen sie sterben. Die Beamten kommen wieder, Carpe und Rodrigues wissen, wer einen Pater anzeigt, erhält 300 Stück Silber. So beschließen sie, sich zu trennen. Carpe geht in Richtung Hirado, Rodrigues reist mit dem Boot weiter, geht an Land. Kichijirō folgt ihm, hilft ihm und ist zugleich möglicherweise ein Verräter. Und tatsächlich verrät er ihn, die Beamten nehmen ihn gefangen. 
Damit enden die von Rodrigues verfassten Briefe, die folgenden Kapitel sind als Berichte des Buchautors abgefasst.

### Die Kapitel V bis IX
Der verhaftete Rodrigues trifft auf gefangene japanische Christen. Ein alter höherer Samurai kommt und sagt im Laufe des Gesprächs, Rodrigues solle die Bauern dazu bringen, abzuschwören. Der Dolmetscher des Alten hat in Arima Portugiesisch gelernt, erzählt vom hochmütigen Priester Cabral. Er weist darauf hin, dass zwar der Begründer des Buddhismus sterblich war, die zur höchsten Stufe aufgestiegenen Nachfolger jedoch nicht. Der Dolmetscher zählt die abgefallenen Missionare auf, darunter Ferreira. Rodrigues wird mit dem Boot abtransportiert, sieht Kichijirō am Ufer. Dann geht es weiter über die Landstraße nach Nagasaki. Kichijirō taucht auf, der Verräter.
Im neuen Gefängnis, das gerade erst errichtet worden scheint, trifft Rodrigues auf japanischen Christen, nimmt ihnen die Beichte ab. Er wird mit Hilfe des Dolmetschers von Fürst Inoue Masashige verhört. Kichijirō taucht auf, sagt, dass er ein Schwächlich sei und ihn aus Schwachheit verraten hab. Es beginnt die Fumi-e-Prozedur, Kichijirō tritt drauf und darf weg. Rodrigues stellt fest, das Martyrium ist nicht die große Sache, sondern ist, jedenfalls für diese Bauern, ein schäbiges Ende.
Inoue erscheint zum zweiten Mal und erklärt, das Christentum passe nicht für Japan. Er sieht dessen Bekämpfung als unangenehme, aber notwendige Aufgabe an. Die Missionsarbeit sei mit dem Aufdrängen einer ungewollten Liebe zu vergleichen.
Als Zeichen für die Abkehr vom christlichen Glauben verlangt er zum Beweise, das Fumi-e zu vollziehen. Rodrigues ist nicht bereit, die Christen dazu aufzufordern. Er wird an die Küste gebracht, wo mehrere japanische Christen in Gegenwart des ebenfalls gefangen genommenen Francisco ertränkt werden. Francisco ertrinkt bei dem Versuch, dies zu verhindern. Die Zeit vergeht, der Dolmetscher kündigt Ferreira an, den er schließlich in einem buddhistischen Kloster trifft. Ferreira, der inzwischen unter japanischem Namen in einem buddhistischen Kloster lebt, verleugnet das Christentum und unterrichtet u. a. Buddhisten in Astronomie. Außerdem schreibt er an einem Buch, in dem er die Fehler des Christentums aufzeigt. Rodrigues verachtet ihn dafür. Dieses Land ist ein Sumpf, die Setzlinge des Christentums verfaulen hier, sagt Ferreira. Während der Rückkehr in seine Zelle beginnt auch Rodrigues zu zweifeln.
Die noch lebenden Konvertiten werden einer speziellen Folter unterzogen, bei der man die Menschen kopfüber in eine Grube hängt. Inoue verlangt als Bedingung für ihre Begnadigung, dass Rodrigues dem Christentum abschwört und ebenfalls auf das Jesusbild tritt. Rodrigues weigert sich zunächst, hat dann aber eine Vision, in der Jesus sagt, er dürfe dies tun. Rodrigues tritt auf das Bild und wird begnadigt. Ein Hahn kräht.
Kinder verspotten Rodrigues als einen abgefallenen Paulus. Er lebt unter Hausarrest, muss mit Ferreira, dem er ablehnend gegenüber steht, Importe kontrollieren. Er verbringt die verbleibenden Lebensjahre in Einsamkeit.

### Anhang: Aus dem Bericht eines Holländers
Kommissar Inoue besucht Rodrigues. Diesem wird der Name gerade eines verstorbenen Japaners übertragen und außerdem dessen Frau zugeführt. Gespräch über japanischen Sumpf. Verbliebene Christen werden den Glauben anpassen. Als Rodrigues von Kichijirō aufgesucht wird, der ihm seine Sünden beichten will, weigert sich Rodrigues, da er sich nach der Abschwörung nicht mehr als Pater sieht. Kichijirō wird festgenommen, als man ein christliches Amulett bei ihm findet.

### Anhang: Aus dem Bericht eines Aufsehers im Kirishitan Yashiki
Bei Kichijirō, dem Diener des Rodrigues, findet man ein christliches Amulett, worauf er eingesperrt wird. Rodrigues stirbt und wird buddhistisch eingeäschert und begraben.

## Geschichtlicher Hintergrund
Endō Shūsaku, selbst katholischer Christ, hat nach gründlichen Recherchen ein an die Geschichte des Christentums in Japan angelehntes Werk verfasst: Cristóvão Ferreira hat wirklich gelebt und ist der Apostasie verfallen. Als Vorbild für Rodrigues diente der italienische Priester Giuseppe Chiara, der ebenfalls seine Glauben widerrufen hat. Beide sind – unter Hausarrest lebend – in Japan sehr alt geworden. 
Geschichtlich ist auch die Beschreibung der Christenverfolgung, die Fumi-e-Prozedur, also die Aufforderung, ein Christusbild mit den Füßen zu treten, sowie die dargestellten Hinrichtungsverfahren der nicht Abgefallenen an Kreuzen, in Gruben oder im Wasser.